# ناحية البطيحة
ناحية البطيحة إحدى نواحي سوريا تتبع إداريّاً لمحافظة القنيطرة منطقة فيق ومركزها بلدة البطيحة، ناحية البطيحة محتلة بالكامل من قبل إسرائيل منذ حرب 1967 وجميع بلداتها وقراها مُدمّرة.

## بلدات وقرى ناحية البطيحة
( تم تدمير جميع بلدات و قرى ناحية البطيحة عام 1967 م من قبل الإحتلال الإسرائيلي )